# TV회고록 울림
TV회고록 울림은 매주 일요일 아침 7시 10분에 KBS 1TV로 방송된 한국방송공사의 텔레비전 프로그램이다.

## 기획 의도
대한민국의 근현대사를 관통하며, 시대의 코드를 담고 있는 분들의 담담한 이야기와 당부, 그리고 조언을 통해 현재를 반추하고 미래의 밑거름으로 삼고자 기획된 프로그램

## 방송 시간
| 방송 채널 | 방송 기간                         | 방송 시간                           |
| --------- | --------------------------------- | ----------------------------------- |
| KBS 1TV   | 2015년 7월 12일 ~ 2016년 2월 14일 | 매주 일요일 아침 7:05 ~ 8:00 (55분) |
| KBS 1TV   | 2016년 2월 21일 ~ 2016년 4월 17일 | 매주 일요일 아침 7:10 ~ 8:00 (50분) |

## 진행자
- 1대 고민정 : 2015.7.12 ~ 2016.4.17

## 방송 회차

### 2015년
| 회차 | 방송일    | 부제                            |
| ---- | --------- | ------------------------------- |
| 1회  | 7월 12일  | 김병기 화백 편                  |
| 2회  | 7월 19일  | 김병기 화백 편                  |
| 3회  | 7월 26일  | 김형석 교수 편                  |
| 4회  | 8월 2일   | 김형석 교수 편                  |
| 5회  | 8월 9일   | 이복형 대사 편                  |
| 6회  | 8월 16일  | 이복형 대사 편                  |
| 7회  | 8월 23일  | 김두만 공군참모총장             |
| 8회  | 8월 30일  | 장주근 민속학자                 |
| 9회  | 9월 6일   | 김정식 건축학자                 |
| 10회 | 9월 13일  | 김정식 건축학자                 |
| 11회 | 9월 20일  | 이호왕 박사                     |
| 12회 | 10월 4일  | 두봉 주교                       |
| 13회 | 10월 11일 | 육명심 사진 작가                |
| 14회 | 10월 18일 | 영화 의상 디자이너 이해윤       |
| 15회 | 10월 25일 | 음악학자 이강숙                 |
| 16회 | 11월 1일  | 음악학자 이강숙                 |
| 17회 | 11월 8일  | 소설가 이호철                   |
| 18회 | 11월 15일 | 과학기술자 정근모               |
| 19회 | 11월 22일 | 과학기술자 정근모               |
| 20회 | 11월 29일 | 한복디자이너 이영희             |
| 21회 | 12월 6일  | 한복디자이너 이영희             |
| 22회 | 12월 13일 | 대한민국 최초의 법의학자 문국진 |
| 23회 | 12월 20일 | 대한민국 최초의 법의학자 문국진 |
| 24회 | 12월 27일 | 대한의 딸 애국지사 오희옥       |

### 2016년
| 회차 | 방송일   | 부제                                                                    |
| ---- | -------- | ----------------------------------------------------------------------- |
| 25회 | 1월 3일  | 신년기획 대한민국 벤처 1호 전 TG삼보컴퓨터 회장 이용태                  |
| 26회 | 1월 10일 | 신년기획 대한민국 벤처 1호 전 TG삼보컴퓨터 회장 이용태                  |
| 27회 | 1월 17일 | 국내최초! 시험관아기 출산에 성공하다                                    |
| 28회 | 1월 24일 | <신년기획> 대한민국 최초의 DJ 라디오스타 최동욱                         |
| 29회 | 1월 31일 | <신년기획> 대한민국 최초의 DJ 라디오스타 최동욱                         |
| 30회 | 2월 7일  | 600년을 잇는 우리맛, 전통음식 연구가 김숙년                             |
| 31회 | 2월 14일 | “아름다운 노년을 위하여” 노인 문제 상담가 고광애                        |
| 32회 | 2월 21일 | 고향을 그리며 조국을 쓰다. 여류 서예가 소당 이수덕                      |
| 33회 | 2월 28일 | 오기와 배짱의 소리꾼, 명창 성창순                                       |
| 34회 | 3월 6일  | 오기와 배짱의 소리꾼, 명창 성창순                                       |
| 35회 | 3월 13일 | “해양 강국을 이룩하다!” 조선인 신동식                                   |
| 36회 | 3월 20일 | “해양 강국을 이룩하다!” 조선인 신동식                                   |
| 37회 | 3월 27일 | 오늘도 도전하는 뇌 탐험가, 조장희 박사                                  |
| 38회 | 4월 3일  | 오늘도 도전하는 뇌 탐험가, 조장희 박사                                  |
| 39회 | 4월 10일 | 이 바닥에서 나를 몰라요? - 문화계 풍류객, 김종규 삼성(三省)출판박물관장 |
| 40회 | 4월 17일 | 이 바닥에서 나를 몰라요? - 문화계 풍류객, 김종규 삼성(三省)출판박물관장 |